# 巨赤芽球
巨赤芽球（きょせきがきゅう 英：Megaloblast）とは造血の場である骨髄において、正常に成熟すれば赤血球に分化するはずの赤芽球のDNA合成が障害されて細胞の分裂や核の成熟に異常がおこり、細胞核・細胞質共に大きくなった異常な赤芽球。その多くは赤血球になることが出来ずに崩壊する。そのため血液中の赤血球の数が減少し貧血となる。巨赤芽球（Megaloblast)はEhrlichが1880年代に命名したものである。。
DNA合成が障害されると細胞核の成熟が遅れるのに比べ（赤芽球は未熟なものの方が核が大きい）、細胞質の成熟はほぼ正常に行われるために赤芽球は巨大になる。細胞核の成熟の進みが遅れるのに比べ、細胞質はほぼ正常に成熟するため、核と細胞質の成熟度に解離が生じる。
巨赤芽球では細胞質の成熟の進み方からすると、核の成熟の方が遅れるために核のクロマチン構造は繊細である（正常な細胞でも若い赤芽球の方が繊細である）。崩壊せずに赤血球に分化できたものも細胞質はどんどん成長しているので赤血球は数は少ないものの大きく卵形の赤血球となり、その大型化もバラバラでサイズは一定しない。
巨赤芽球が出来る原因のほとんどはビタミンB12あるいは葉酸の不足によるもので、B12と葉酸はふたつとも核酸合成に必要であることによる。しかし細胞質の成熟に必要なRNA合成やタンパクの合成の異常は軽いため細胞質の成熟には影響が軽い。
なお、ビタミンB12あるいは葉酸が不足して、DNA合成に異常がおこり細胞の成熟が正常に行われなくなるのは赤芽球だけではなく、顆粒球系や巨核球系、さらに他の細胞とくに増殖の盛んな上皮や精子など細胞にも同様の影響をあたえる。萎縮性胃炎では平均赤血球血色素量（MCH）の高値が認められる。
骨髄に巨赤芽球が出現し、末梢血において貧血になったものを巨赤芽球性貧血というが、巨赤芽球が発生する理由としてはビタミンB12の不足が最も多く97％ほどを占め、次いで葉酸の欠乏が2％ほど、まれにはビタミンの先天的な代謝障害や薬剤によるもの、まったく原因の不明なものがある。B12不足では日本のデータでは、その6割強が悪性貧血（胃粘膜の萎縮による内因子の不足）、3割強が胃切除後であり、他の原因でのB12欠乏も2％ほどある。（つまり巨赤芽球性貧血患者の6割強が悪性貧血）
ビタミンB12や葉酸の不足が原因のものは、不足しているものを筋肉注射（B12）や経口（葉酸）でおぎなってやれば比較的速やかに解消し、それによる貧血も1-2ヶ月でほぼ正常になる。